# Jacque Fresco
Pour les articles homonymes, voir Fresco.
Jacque Fresco, né le 13 mars 1916 à Brooklyn (New York) et mort à Sebring (Floride) le 18 mai 2017, est un autodidacte, ingénieur de structures, architecte designer, designer, éducateur et futuriste américain.
Il écrit et donne des conférences à propos de ses visions sur les villes durables, l'efficacité énergétique, la gestion des ressources naturelles, la cybernétique, l'automation avancée ainsi que le rôle de la science dans la société. Avec sa collègue, Roxanne Meadows, il est le fondateur et directeur de The Venus Project. En tant que critique social connu pour sa franchise, Fresco prône l'implémentation globale d'un système socioéconomique de coopération sociale, d'automation technologique et de méthodologie scientifique qu'il appelle « économie basée sur les ressources ».
Fresco et ses travaux ont fait l'objet de programmes à la télévision et à la radio, ainsi que d'articles dans des journaux et magazines, dans lesquels il a été décrit comme « un rêveur »,,, « un excentrique », « un utopiste », « un idéaliste », « un fou littéraire », « un charlatan », ou encore comme un génie, un prophète et un visionnaire,. Certains pensent que ses idées sont impraticables, idéalistes et à la limite de la science-fiction,.

## Biographie

### Enfance
Né le 13 mars 1916 dans une famille juive sépharade, Jacque Fresco a grandi dans le quartier de Bensonhurst, à Brooklyn, dans la ville de New York,. Désintéressé par l'École,, Fresco est sorti du système scolaire avant le collège et a choisi d'apprendre de manière informelle et autonome à l'âge de la préadolescence et adolescence. Il passa son temps libre à la bibliothèque du coin où il a étudié des sujets liés à ses intérêts. Les talents de Fresco comme orateur lui ont valu de remporter le premier prix d'un concours de théâtre de premier ordre à New York. Fresco a aussi su exprimer des capacités artistiques en peinture et dessin.
Au sommet du toit de sa maison à l'angle de la 67e et 20e Avenue, Fresco passa du temps avec ses amis à discuter de Darwin, Einstein, de la science et du futur,.
Il se réfère régulièrement à son vécu d'enfance de pauvreté durant la Grande Dépression comme base de réflexion dans ses projets de sociétés futures,. Fresco a participé à la Young Communist League (Ligue de la Jeunesse Communiste). Après de nombreuses discussions et désaccords avec son président, le jeune Jacque se retira du groupe communiste,. Il porta plus tard son attention vers le groupe Technocratique,.
Au milieu des années 1930, Fresco voyagea vers Los Angeles où il entama une carrière de concepteur de structure.

### Carrière professionnelle
Jacque Fresco commence sa carrière professionnelle comme consultant en design pour Rotor Craft Helicopter Company. Il est employé à l'unité militaire de design et développement de la base de Wright-Patterson, à Wright Field Dayton, Ohio. Il travaille un temps comme ingénieur de recherche pour la société Raymond De-Icer[Quand ?], sise à Los Angeles.
Il a travaillé pour de nombreuses entreprises et dans de nombreux domaines en tant que consultant et conseiller technique à l'industrie cinématographique, professeur de design industriel à l'École centrale d'art d'Hollywood. À Los Angeles, il était collègue et associé du psychologue Donald Powell Wilson.
En 1942, Fresco lance la société Revell Plastics (désormais Revell-Monogram) avec Lou Glaser, et travaille à divers degrés dans la recherche et le développement aérospatial, l'architecture, le stylisme automobile, les méthodes de projection cinématographique 3D et la conception du matériel médical, où il a notamment développé un appareil à rayons X 3D.

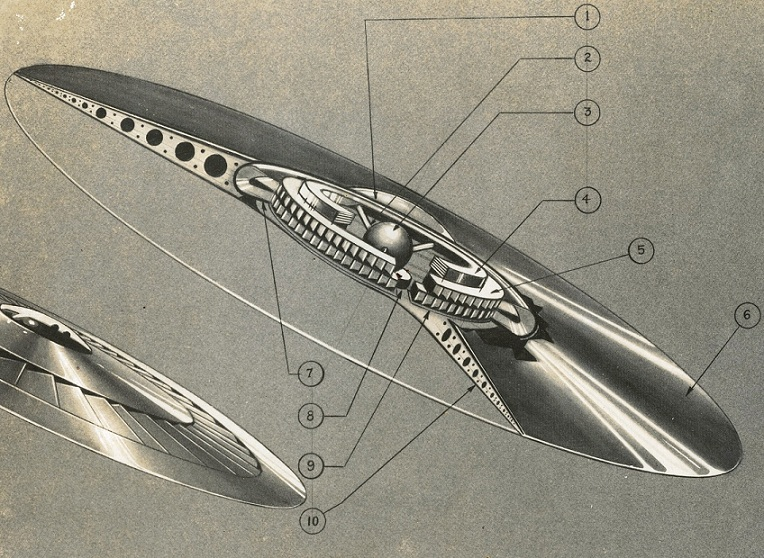
Projet de soucoupe volante.

#### Industrie de l'aviation, hiatus des mers du Sud
En Californie, Fresco a travaillé chez Douglas Aircraft à Douglas. Il y présentait des concepts alternatifs d'avion.
Fresco a travaillé sur un projet d'aile volante et un avion en forme de disque qu'il appelait « soucoupe volante ». Ses idées de vaisseau en forme de disque impliquaient un fonctionnement par jets ou lanceurs, et elles intéressaient l'industrie de l'aviation en un temps où les constructions expérimentales étaient en cours,. Fresco fit des démonstrations de quelques-unes de ses créations en 1938. Il rencontra plus tard de la résistance à ses propositions et concepts, et, par la suite, quitta Douglas à cause de désaccords de design,.
Il voyagea à Hawaï vers fin 1939. De là, il voyagea jusqu'en Polynésie où il communiqua avec des autochtones. Fresco déclare que sa visite dans ces îles l'a grandement aidé à construire sa compréhension de la relativité culturelle et de la flexibilité des valeurs humaines dans des environnements différents,. Après être retourné en Californie, Fresco s'installa dans une résidence à différents endroits de Hermosa Beach et à travers Los Angeles, tout en continuant ses projets de conception industrielle pour diverses sociétés.

#### Armée de l'air, Wright Field
En 1942, Fresco fut appelé pour l'armée des États-Unis,. On lui confia rapidement les fonctions de conception technique pour les Forces Armées de l'Air aux laboratoires de conception de Wright field à Dayton, en Ohio,,,.
Il y élabora alors jusqu'à 40 concepts par jour, dont l'un était une « aile à courbure variable radicale » avec laquelle il a tenté d'optimiser la commande de vol en permettant au pilote d'ajuster l'épaisseur des ailes pendant l'ascension et le vol. Ce système fut l'objet d'un brevet, et par la suite transmis à l'armée de l'air,. Fresco ne put s'adapter à la vie militaire et obtint d'être licencié.
Le personnage avait beaucoup d'idées très en avance pour l'aviation et cela lui valut une bonne réputation dans l'industrie de l'aviation comme étant « un homme ayant 20 ans d'avance sur son temps »,,,.

#### Trend Home («Maison tendance»)

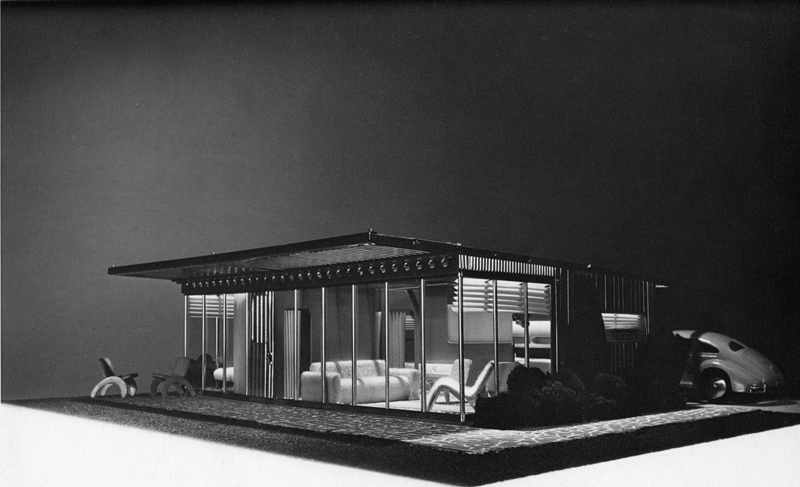
Trend Home.

Dans les années 1940, Fresco a été demandé par Earl Muntz, Michael Shore et Benn Reyes afin de concevoir une nouvelle forme de maison moderne et à bas coût sous les conditions suivantes : bas coût, composée de matériaux disponibles, être fonctionnelle, et éviter le radicalisme,.
Il en résulta un bâtiment tout en verre-aluminium, connu sour le nom de Trend Home, qui avait une surface de 84,4 m2 et en 21 morceaux,.
La structure pouvait être érigée par une dizaine d'hommes en huit heures. Sa grande résistance aux tremblements de terre et aux chocs directionnels, malgré sa composition abondante en verre, était partie intégrante de son concept. Plusieurs pièces imbriquées assuraient la stabilité de la structure et était vissées à une dalle en béton. Des méthodes peu conventionnelles ont été utilisées pour effectuer diverses fonctions. La ventilation était détournée par une méthode de thermosiphonage ; Des ultraviolets étaient utilisés pour éliminer les germes et les mauvaises odeurs ; la machine à linge, le lavabo, les toilettes et la baignoire étaient montés ensemble en une unique pièce d'aluminium. La plupart des inventions de Fresco étaient conçues comme des accessoires et appareils additionnels à un coût additionnel. Cela incluait une installation de cuisine d'un tenant qui contenait un fourneau à haut rendement et un lave-vaisselle à ultrason. Le design de la structure avait un faible poids, une grande solidité, et les matériaux durables dans le temps permettaient de réduire les coûts et de simplifier la production, ce qui augmentait sa viabilité économique. Le coût final était d'environ 5200$.
La réflexion concernant la Trend Home était que la demande de logement après la Seconde Guerre mondiale n'était pas satisfaite. On pensait que cela pourrait aussi aider l'industrie manufacturière, dans laquelle les travailleurs des usines d'aviation employés pendant la guerre pourraient être transférés dans la production d'habitations préfabriquées.
Le concept a d'abord été présentée à l'hôtel Ambassador à Los Angeles en 1947. La structure a ensuite été exposée durant l'été 1948 au Stage 8 du Warner Bros Studio sur le Sunset Boulevard et commença à attirer l'attention de tout le pays. Elle allait attirer jusqu'à 20 000 visiteurs. Les recettes furent reversées à la Société de prévention contre le cancer pour construire une partie d'un nouvel hôpital.
Durant les années suivantes la Trend Home fut produite en masse et était considérée par le gouvernement des États-Unis comme une solution possible aux soldats de retour de la Seconde Guerre Mondiale.
Pendant plus d'une décennie, les variations du concept étaient prototypées, vendues, et occupées jusqu'en 1962 lorsqu'un projet majeur de logement appelé Alumanor fut construit sur le Mt. Washington, dans le Highland Park à Los Angeles.

#### Technologie 3D
En 1949, Fresco fut chargé par les producteurs d'Hollywood Jack Moss et Irving Yergin de développer une technologie permettant de visualiser des images en trois dimensions sans faire usage de lunettes. La technologie développée était faite à la fois pour les salles de cinéma et pour la télévision de salon. Tout à fait nouvelle de par sa simplicité, elle était relativement peu chère et ne nécessitait que peu de modifications du système de projection utilisé à l'époque. Cette technologie avait aussi pour but d'être utilisée par les appareils médicaux à rayon-x et pour la chirurgie. Elle fit l'objet d'une démonstration en été 1949 en Californie. Bien qu'elle ait été présentée à Technicolor, elle n'a pas réussi à obtenir un investissement et un développement par la suite, à cause des exigences inabordables de l'entreprise.

#### Laboratoire de recherche scientifique
Vers la fin des années 1940 jusqu'au début des années 1950, Fresco fut directeur de plusieurs laboratoires de recherches scientifiques
Situé près de Elysian Park à Los Angeles, il dirigeait les opérations en compagnie de ses associés Eli Catran et Henry Giaretto[réf. nécessaire]. Plus tard, ce laboratoire fut déplacé de Loz Feliz - près de Hollywood - à la maison de fresco où il donnait aussi régulièrement des conférences, et enseignait la conception technique, tout en faisant ses propres recherches et travaillant sur ses inventions en tant qu'inventeur free-lance et consultant scientifique. Ce fut la période la plus prolifique en invention de Fresco,.
Fresco affirme que ses inventions étaient vendues sans conditions à ses clients, excluant son nom de la plupart des brevets,. Fresco affirme aussi que beaucoup de ses inventions ont été prises illégalement par d'autres associés.
Pendant cette période, Fresco se battait pour obtenir le financement de ses recherches, et faisait face à des échecs et des difficultés financières, qui dans un cas au moins, ont mené à la saisie de l'équipement de son laboratoire,

#### Science-fiction, industrie du cinéma
Jacque Fresco a travaillé comme concepteur de maquettes pour des films de science-fiction,, comme le show télévisé  Ring Around The Moon, qui inspira le film Project Moonbase basé sur une histoire de Robert A. Heinlein.
Jacque Fresco était remarqué pour la grande qualité de ses modèles et de ses effets spéciaux, malgré les faibles budget des productions de séries B,,,. Il a travaillé comme conseiller technique dans l'industrie du cinéma, notamment pour le documentaire de Lou Stoumen produit en 1956 et intitulé L'Œil Nu (The Naked Eye). En 1955, il quitta la Californie après que son laboratoire ait été détruit pour construire le Golden State Freeway,.

### Milieu de vie

#### Consultant en psychologie, designer industriel
En 1955, Fresco déménagea à Miami, en Floride. Il commença un business comme consultant en psychologie, bien qu'il n'ait aucune accréditation. La American Psychological Association remit en cause la crédibilité de ses opérations. Fresco arrêta finalement ses consultations,. Il apprit plus tard que l'absence de diplôme était très mal vue dans le milieu académique. À Miami, Fresco tint des conférences publiques durant les années 1950 et 1960, en se concentrant sur sa vision d'un futur changeant rapidement et sur sa critique des pratiques politiques et culturelles de notre ère,.
Plus tard dans sa vie, Fresco a décrit ses activités pendant cette période. Dans un récit autobiographique, il souligne les organisations de suprématie blanche desquelles il dit s'être rapproché pour tester la faisabilité de changer les gens. Il décrit comment il est entré dans le Ku Klux Klan et le white Citizen concil, dans le but d'y changer leur point de vue sur la discrimination raciale.
Fresco passa du temps à Miami à présenter ses concepts d'une cité circulaire et obtint des fonds pour les faire construire. Il a aussi conçu une voiture à 3 roues qui avait seulement 32 pièces mobiles, pour laquelle il s'attacha également à trouver des fonds de financement,,,. Le personnage a modelé sa vie en travaillant comme designer industriel pour différentes entreprises telles que Alcoa, et la Major Realty Corporation. En 1961, accompagné de Pietro Belluschi et C. Frederick Wise, Fresco conçut un édifice plus sophistiqué que son précédent Trend Home, connu comme la Sandwich House. Consistant en des composants, parties d'aluminium pour la plupart préfabriqués, elle était vendue pour 2 950 ou 7 500 dollars en incluant des fondations et toutes les installations intérieures. Durant ces années, Fresco a porté ses projets en dessinant des appareils préfabriqués en aluminium via la Jacque Fresco Enterprises Inc.

#### Projet Americana
Du milieu des années 1950 et jusqu'au cours des années 1960, Fresco a développé le Project Americana,. C'était un plan sur dix ans pour un changement social américain. Le plan comprenait des méthodes pour aider les pays en difficulté en se servant d'usines préfabriquées qui manufacturent des produits préfabriqués pour la construction, le développement de centres culturels, et un nouveau programme de scolarisation. En 1962, CBS a approché Fresco sur le développement d'une série exposant ses idées après être apparu lors de deux épisodes successifs de On the Town avec Fred Fischer.
En 1960, Fresco a été présenté à Hubert Humphrey et leur correspondance a perduré jusqu'au milieu des années 1960. Fresco voulait que Humphrey intègre et mette en œuvre le Project Americana.
En 1969, Fresco coécrit le livre Looking Forward avec Ken Keyes Jr. La première moitié du livre consiste à expliquer les causes culturelles auxquelles se confronte l'humanité, et en l'apport des opinions de Fresco concernant les changements qui pourrait être faits. Fresco et Keyes ont décrit les trois composants qui pourraient aider à analyser le futur : les valeurs, les modes de pensées, et les outils (niveau de développement technologique) de l'humanité. Tout cela a été expliqué comme étant interdépendant à la manière d'un engrenage. La seconde moitié du livre appuyait la théorie selon laquelle les implications sociales possibles d'une banque de connaissances centrale (Corcen) serait utilisée afin de parvenir à une « symbiose homme-machine humanisée », et une vision spéculative de l'avenir tournant autour des expériences de personnages fictifs - Scott et Hella.

#### Sociocyberneering, Inc. («Sociocybernétique»)
Le Projet Americana n'a pas séduit la population. Fresco a donc démarré un nouveau concept qu'il a appelé "Sociocyberneering", soit Sociocybernétique. Il a commencé par en parler lors de conférences universitaires de 1970 à 1971. Dès la fin de cette année, Fresco fonda son association à but non lucratif qu'il appela Sociocyberneering Inc. Ce fut une organisation sans but sectaire ou politique, atteignant à son apogée 250 membres. Fresco fut régulièrement invité à animer des conférences éducatives à Miami Beach et quatre nuits par semaine à son domicile de Coral Gables en échange d'une petite somme, ainsi que de nombreuses discussions publiques informelles dans des cafés. Ses sujets de conférences allaient de la physique à la sociologie. Fresco travailla avec les membres de l'organisation pour produire des concepts, films, et pamphlets appuyant les objectifs de l'organisation.
La définition de Fresco pour la sociocybernétique était « l'application de formes de technologies informatiques les plus sophistiquées dans la gestion des affaires humaines ». Son but était « de rechercher des solutions alternatives basées sur la conservation d'énergie, la coopération internationale dans tous les domaines sociaux, et le développement d'approches systémiques pour la conception des villes ».
Fresco conçut une ville circulaire, de deux kilomètres de diamètre connectée de façon radiale à des anneaux concentriques « ressemblant aux rayons d'une roue ». Au centre du dôme principal se situait un super ordinateur dont la fonction était de centraliser les données du système de gestion pour les opérations de la ville.
Fresco promut son organisation par des conférences dans des universités et apparu à la radio et à la télévision,.
Un autre des objectifs de la Sociocybernétique était de localiser un terrain en Floride du sud afin de construire une communauté expérimentale dans laquelle il pourrait vivre et s'étendre,. Les investissements ont été répartis dans différents endroits. Il connut cependant un revers en 1978 où les membres prirent peur du plan local d'urbanisme du Comté de Collier qui aurait compliqué leur implantation. Il en résulta une quasi dissolution des membres de Sociocyberneering Inc.. Les investissements furent abandonnés et le terrain revendu. Fresco vendit sa maison et un nouveau terrain fut acquis dans la rurale province de Venus, en Floride. Il y établit un centre de recherche dès 1980. Avec l'aide des membres restant, des bâtiments furent érigés sur le site. Dans les années 1980, Fresco commença à travailler avec Roxanne Meadows pour développer ce qui allait devenir The Venus Project, dans l'objectif de concevoir un film se nommant, Welcome to the Future (« Bienvenue dans le Futur »).

### The Venus Project
En 1994, Fresco enregistre son entreprise avec pour nom The Venus Project[réf. souhaitée]. Le personnage avait accumulé une très grande quantité de concepts et modèles qui pourraient représenter un aperçu général de la façon dont ses idées fonctionnent et opèrent, et ont été utilisés pour gagner en popularité. Fresco et Meadows ont continué à soutenir le projet durant les années 1990 grâce à leur métier freelance d'inventeurs, d'ingénieurs industriels, de créateur d'architectures conventionnelles, et en tant que consultant pour des inventions. Dans le processus, quelques-uns des concepts de Fresco attira l'attention d'entreprises de promoteurs.
En 2002, Fresco publia son œuvre la plus importante : The Best That Money Can't Buy.

En 2006, William Gazecki produit le film semi-biographique sur Fresco, "Future by Design". En 2008, Peter Joseph met en avant Fresco dans son documentaire Zeitgeist: Addendum et présente les idées de ce dernier comme de possibles alternatives pour le futur. La même année, Peter Joseph fonde sur ces principes le Mouvement Zeitgeist qui reprend l'approche de Fresco. En avril 2012, les deux groupes se dissocient, abandonnant le concept de l'inventeur.
En 2010, Fresco tente de déposer en tant que marque la phrase "resource-based economy" (« économie basée sur les ressources »). La demande est examinée, mais est rejetée car étant trop générique, et l'inscription de la marque est refusée.
Également durant l'année 2010, Fresco voyage avec sa compagne Meadows tout autour du globe pour promouvoir les idées du Projet Venus,. En France, Jacque Fresco et Roxanne Meadows font une brillante allocution à la Machine du Moulin Rouge devant une salle comble,,. Le 15 janvier 2011, le film Zeitgeist: Moving Forward est projeté dans des cinémas, montrant également Fresco. Fresco organise des conférences et des visites in situ de The Venus Project,, et a initié une levée de fonds pour un film long métrage qui pourrait dépeindre le futur tel que le conçoit la structure The Venus Project. En novembre 2011, Fresco tint une conférence aux protestants de "occupy Miami" devant le Government Center à Miami. En avril 2012, Roxanne Meadows a produit un film, Paradise or Oblivion,, résumant dans les grandes lignes les objectifs et propositions de The Venus Project. En juin 2012, Maja Borg a projeté son film, Future My Love, au Festival international du film d'Édimbourg, montrant les travaux de Fresco et Meadows,.
The Venus Project est présenté par la littérature de Jacque comme l'aboutissement du travail de toute une vie. Il est localisé au centre de la Floride, près de la rive ouest du Lac Okeechobee, à peu près 80 km au nord-est de Fort Myers. Sur sa parcelle de 8,7 ha, il y a 10 structures entièrement imaginées par Fresco. C'est en partie un centre de recherche pour Jacque Fresco et Roxanne Meadows. Ils y produisent des vidéos et de la littérature qui a pour but de présenter leurs buts. Selon leurs informations, leur objectif ultime est d'améliorer la société en direction d'un concept social global, durable et technologique qu'ils appellent une « économie basée sur les ressources ».
Fresco pense qu'il y a plus de ressources nécessaires pour tous les besoins humains, aussi longtemps que la population reste réaliste face à la capacité de charge de l'environnement. Cependant, il décrit la population comme un facteur limitant et expose les conséquences de la surpopulation : « Si votre population est supérieure à ce que la terre peut supporter vous aurez de nouveau des différends territoriaux, des conflits, des invasions, et la nécessité de créer une armée ». Fresco préconise une restructuration complète de la société, remplaçant le présent système monétaire, politique et économique (système financier).
Le 2 octobre 2013, Fresco publie en français La prospérité sans en payer le prix qui est la version française de son livre The Best That Money Can't Buy,.

### Vie privée et familiale
Jacque Fresco est né d'un couple d'immigrants turcs, Isaac et Lena Fresco. Son père est né en 1880 et a immigré d'Istanbul à New York où il travaille comme horticulteur, il décède en 1963. La mère de Jacque Fresco est née en 1887 à Jérusalem et migre à l'image d'Isaac Fresco à New York en 1904. Jacque Fresco avait une sœur et un frère. La première se prénommait Freda et le second David. Ce dernier était un artiste peintre et possédait une entreprise privée durant la Seconde Guerre mondiale. Il devint ensuite comédien de théâtre puis acteur à Hollywood. Après avoir été évincé d'Hollywood dans les années 1950 par la House Un-American Activities Committee (HCUA),, il revient sur la scène dans les années 1960 dans plusieurs films et show TV,. Il décède en 1997.
Fresco s'est marié une fois lorsqu'il vivait à Los Angeles en Californie et passe ses années en couple à Miami. Il divorce en 1957. Sa femme, Patricia, lui donne un fils en 1953, Richard, et une fille en 1956, Bambi. Richard travaille pour l'armée, et meurt en 1976. Bambi décède d'un cancer en 2010.

## Influences de Fresco
Jacque Fresco attribue ses influences à Jacques Loeb, qui a posé les fondements de la conception mécanistique de la vie (The mechanistic conception of life: biological essays) ; Edward Bellamy, qui a écrit le livre extrêmement influent : Le Futur Antérieur ; Thorstein Veblen, qui a influencé le mouvement Technocratique et Howard Scott, qui l'a popularisé ; Alfred Korzybski, qui est à l'origine de la Sémantique Générale ; et H. G. Wells, parmi d'autres.

## Œuvres

### Livres
- Avec Ken Keyes, Looking Forward, South Brunswick, New Jersey, A.S. Barnes, 1969 (ISBN 0-498-06752-1, OCLC 21606, lire en ligne) [PDF]
- Introduction to Sociocyberneering, Lidiraven Books, 1977 (OCLC 6036204) [présentation en ligne]
- The Venus Project : The Redesign of Culture, Venus, Fla., Global Cyber-Visions, 1995, 56 p. (ISBN 0-9648806-0-1, OCLC 33896367) [présentation en ligne]
- The Best that Money Can't Buy : Beyond Politics, Poverty & War, Venus, Fla., Global Cyber-Visions, 2002, 164 p. (ISBN 0-9648806-7-9, OCLC 49931422) [présentation en ligne]
- Designing the Future, Venus, Fla., The Venus Project, Inc, 2007 (OCLC 568770383)
- Avec Marie-Caroline Braud, Pamela Barrera Celis et Sébastien Bages, « La prospérité sans en payer le prix », édité par Osmora, diffusion par Civilisation 2.0, 2013  (ISBN 9782897281564) [présentation en ligne]

### Articles
- « Project Americana: Man in the World of Tomorrow », Feedback Vol. 1, no 5, mai 1961
- « Science in 1980 », Florida Living Magazine, Miami,‎ 31 décembre 1961, p. 8–9 (lire en ligne)
- « Designing the Future: A Cybernetic City For the Next Century », in The Futurist. Vol. 28, No. 3. p. 29–33, mai/juin 1994
- « The Future and Beyond » The Venus Project, 2000
- Avec Roxanne Meadows, « Beyond Utopia », in Utopian Thinking in Sociology: Creating the Good Society pp. 86–92, édité par Arthur B. Shostak, American Sociological Association, 2001 (OCLC 49561995) [présentation en ligne]
- Avec Roxanne Meadows, « The Future by Design: Beyond Money and Politics] », in Viable Utopian Ideas: Shaping a Better World, pp. 197–205, édité par Arthur B. Shostak, M E Sharpe Inc, 2003  (ISBN 0-7656-1105-8) (OCLC 473852611) [lire en ligne]
- Avec Roxanne Meadows, « Reinventing Iraq », in In The Shadow of War, p. 147–154, édité par Arthur B. Shostak, Philadelphia, PA: Chelsea House, 2004  (ISBN 978-1-4381-2468-1) (OCLC 646806392) [lire en ligne]
- Avec Marie-Caroline Braud, Pamela Barrera Celis et Sébastien Bages, « La prospérité sans en payer le prix », édité par Osmora, diffusion par Civilisation 2.0, 2013  (ISBN 9782897281564) [présentation en ligne]

### Films
- The Venus Project: The Redesign of a Culture (1994)
- Welcome to the Future (1998)
- Cities in the Sea (2002)
- Self-erecting Structures (2002)
- Designing the Future (2006)